# ルナ・ミヨヴィッチ
ルナ・ミヨヴィッチ（Luna Mijović, 1991年12月2日 - ）はボスニア・ヘルツェゴビナのサラエボ出身の女優である。
2006年に出演した『サラエボの花』で、ベルリン国際映画祭の金熊賞を受賞した。

## 主な出演作品
- サラエボの花 Grbavica (2006)
- Ich träume nicht auf Deutsch (2008)
- Circus Fantasticus (2010)